# Furia (film din 2002)
Furia este un film de acțiune românească din 2002, regizat de Radu Muntean. Protagoniștii filmului sunt Dragoș Bucur (Luca) și Dorina Chiriac (Mona), doi tineri care se zbat într-un oraș al manelelor, drogurilor și al curselor ilegale de mașini.

## Rezumat
Într-un oraș simbol pentru pleava societății românești, Luca (Dragoș Bucur) și Felie (Andi Vasluianu), protagoniștii filmului, împrumută bani de la un tartor local, Gabonu' (Adrian Tuli), bun prieten cu Adrian Copilu' Minune, pentru a participa la cursele ilegale de mașini. Problemele apar când Luca reușește să câștige o cursă, plănuită să o piardă, fapt ce îi aduce Gabonului o pagubă de 7.000 de dolari. Singura șansă rămasă lui Luca este să facă rost de bani într-o zi și o noapte.

## Distribuție
- Dragoș Bucur — Luca, pilot la cursele ilegale de mașini
- Dorina Chiriac — Mona, actriță minionă, fostă colegă de liceu al lui Luca
- Andi Vasluianu — Felie, mecanic auto, prietenul lui Luca
- Adrian Tuli — Gabonu', lider interlop rom, prieten și protector al faimosului manelist Adrian Copilul Minune
- Bogdan Uritescu — Sucă, omul de încredere al lui Gabonu'
- Alin Marcu — Crocoi, băiatul în vârstă de 13 ani al lui Gabonu'
- CRBL — Parse, partenerul lui Sucă (menționat Eduard Andreianu)
- Adrian Minune — Adrian Copilul Minune, cântăreț celebru de manele (menționat Adrian Copilul Minune)
- Emilia Dobrin — mama lui Luca
- Cătălin Naum — tatăl lui Luca
- Costea Constantin — Anton, mecanic auto, colegul lui Felie
- Mihai Brătilă — suporterul stelist
- Sebastian Olteanu — liderul galeriei dinamoviste
- Lavinia Olmazu Ionescu — țiganca din grădina lui Gabonu', mama lui Perhan
- Nicodim Ungureanu — șoferul camionetei roșii
- Anca Paliu — mama Monei, pitică
- Ion Paliu — tatăl Monei, pitic
- Valentin Antofi — vecinul lui Luca
- Ilie Gâlea — cumpărătorul mașinii

## Primire
Filmul a fost vizionat de 61.356 de spectatori în cinematografele din România, după cum atestă o situație a numărului de spectatori înregistrat de filmele românești de la data premierei și până la data de 31 decembrie 2014 alcătuită de Centrul Național al Cinematografiei.